# The Paranoia Complex
The Paranoia Complex è un videogioco di avventura dinamica pubblicato nel 1989 per Amiga, Amstrad CPC, Commodore 64 e ZX Spectrum dalla Magic Bytes, all'epoca un marchio della tedesca Micro-partner GmbH. L'ambientazione è una città fantascientifica soggetta a un regime distopico ed è ispirata, in modo non ufficiale, al gioco di ruolo cartaceo Paranoia. Nel 1990 venne ripubblicato anche con il titolo Cyber World, per Amiga, Amstrad CPC e Commodore 64, forse per ridurre i riferimenti non autorizzati a Paranoia. Era prevista anche una versione di The Paranoia Complex per Atari ST, ma non si hanno prove dell'effettiva pubblicazione.

## Trama
Il gioco si svolge in un complesso futuristico abitato da persone e governato come un regime totalitario da un computer centrale, che si sente minacciato da ribelli e traditori. Il protagonista è un cittadino segretamente al servizio del computer, che deve garantire la sicurezza e l'ordine all'interno del complesso dando la caccia ai traditori. La lealtà del cittadino stesso è tenuta sotto controllo, e se compie azioni sbagliate il computer potrebbe passare a considerarlo un traditore.

## Modalità di gioco
Si controlla il personaggio nei corridoi del complesso, un ambiente da esplorare con vista dall'alto e scorrimento in tutte le direzioni (a scatti su Amstrad e Spectrum). Ci sono particolari edifici in cui è possibile entrare, anche per usare sistemi di trasporto rapido, e ascensori per cambiare livello. Per i corridoi si aggirano molti altri cittadini e occasionalmente robot, simili a piccoli cingolati, pericolosi in caso di investimento.
Quando si attraversa una stazione di controllo oppure si viene fermati da una guardia, il cittadino è sottoposto a un test di fedeltà assoluta al regime, che consiste in alcune domande con risposta sì/no, del tipo "sei felice?". Le domande comunque diventano presto ripetitive e quindi una inutile formalità per il giocatore.
Collegandosi ad appositi terminali si può accedere tramite menù a diverse funzioni, in particolare si possono effettuare acquisti, spendendo i crediti posseduti. Si possono comprare ad esempio armi con varie gittate, tessere per il cibo, un comunicatore necessario per ricevere le missioni dal computer, le parti di un proprio robot. Il giocatore deve regolarsi su quando mangiare, cambiare la biancheria, e andare al bagno con relativa necessità di carta igienica, in quanto il computer tiene sotto controllo perfino questi aspetti della vita dei cittadini.
Sempre dai terminali si possono ricevere dal computer istruzioni sulle missioni da eseguire, che consistono nel trovare e abbattere entro un certo tempo un traditore identificabile dal colore. Avendo un'arma a disposizione è possibile sparare per paralizzare altri cittadini e perquisirli quando sono a terra, ma colpire innocenti non è cosa gradita al computer. Anche gli altri cittadini possono sparare se sono nemici o se il protagonista è considerato un traditore. Dai traditori abbattuti si può raccogliere un oggetto da riportare ad appositi luoghi chiamati "confessionali" per completare una missione. L'agente però viene sottoposto a un altro test di fedeltà, in questo caso con tre risposte possibili. In caso positivo si ottengono crediti e una promozione, per poi attendere una nuova missione. Il grado del personaggio è identificato dal colore, inizialmente rosso, e ce ne sono cinque possibili; salendo di grado si ha accesso ad altri livelli del complesso e ad altre attrezzature acquistabili.
La fascia superiore dello schermo contiene un inventario dell'attrezzatura posseduta, in due finestre, una per il personaggio e una per i componenti del robot. Si può accedere all'inventario e selezionare oggetti. Vi è inoltre un'indicazione del numero di cloni, che rappresentano le vite, e una riga per i messaggi scorrevoli.
Esistono edizioni del gioco in inglese per tutte le piattaforme, in tedesco almeno per Amiga, Amstrad e Commodore 64, e in francese almeno per Amstrad.